# ジョゼフ・ドランブール
ジョゼフ・ドランブール（フランス語: Joseph Derenbourg、またはフランス語: Joseph Naftali Derenburg、1811年8月21日 - 1895年7月29日）はフランス系ドイツ人の言語学者である。

## 経歴
1811年、フランス占領下のマイヤンス（マインツ）で弁護士のジャコブ・ドランブールの末子として生まれる。ユダヤ人の教育に大きな影響を及ぼす。サアディア・ベン・ヨセフの著書の編纂につとめる。1895年バート・エムスで亡くなる。子に同じく言語学者のアルトヴィグ・ドランブールがいる。

## 著書
- Essai sur l'histoire ella geographic de la Palestine (Paris, 1867)
- Opuscules et traitds dAbou-l-Walid (翻訳,1880)
- Deux Versions hebraIques du livre de Kalildh ci Dimnak (1881)
- Joannis de Capua directorium vitae humanae  (1889)
- Commentaire de Maimonide sur la Mischnah Seder Tohorot (Berlin, 1886-1891)